# Sancheville
Sancheville – miejscowość i gmina we Francji, w Regionie Centralnym, w departamencie Eure-et-Loir.
Według danych na rok 1990 gminę zamieszkiwało 755 osób, a gęstość zaludnienia wynosiła 35 osób/km² (wśród 1842 gmin Regionu Centralnego Sancheville plasuje się na 515. miejscu pod względem liczby ludności, natomiast pod względem powierzchni na miejscu 606.).